# フェルナンド・フローレス
カルロス・フェルナンド・フローレス・ラブラ （Carlos Fernando Flores Labra、1943年1月9日 - ）は、チリの政治家、哲学者。またアメリカで計算機科学、経営工学などの研究および会社経営も行なった。

## 概要
1943年、チリのタルカに生まれる。 大学では土木工学を専攻し、銀行の頭取や技術関係の研究所の所長を務める。 1970年、サルバドール・アジェンデ社会主義政権が成立すると、左翼政党、人民統一行動 (MAPU) の一員として、財務大臣など各種閣僚を務め、サイバーシン計画などに関わった。 これはサイバネティクスの理論を用いて制御された計画経済のための全国規模のコンピュータネットワークであった。 1973年のクーデター時にはアジェンデとともに官邸に立てこもった。 投降後、生命の危険に晒されながら強制収容所に政治囚として投獄された。 
1976年にアムネスティ・インターナショナルの交渉により解放された後は、家族とともにカリフォルニア州に移住し、スタンフォード大学計算機科学科の研究員として、人工知能研究の著名な研究者であるテリー・ウィノグラードと共同研究を行なった。 1977年にカリフォルニア大学バークレー校に移り、1979年にヒューバート・ドレイファスやジョン・サールなどの指導のもとで哲学の博士号を取得する。
哲学的にはマルティン・ハイデッガー、ハンス＝ゲオルク・ガダマーの解釈学、ウンベルト・マトゥラーナのオートポイエーシス、ジョン・L・オースティンの言語行為論などから影響を受け、知識の理解における素朴な合理主義的伝統を批判した。特に、人間とコンピュータとの関係を問い直し、人間を模倣するコンピュータから、人間の道具としてのコンピュータへと移行するための哲学的議論を展開した。 人工知能批判の書としても知られる1986年のウィノグラードとの著書『コンピュータと認知を理解する』では、これらのフローレスの哲学観、コンピュータ観が開陳されている。
フローレスはジョン・サールの研究を発展させ、言葉、身体言語、言葉や身体言語に伴う感情など、6つの基本的な言語行為を定義した。人間の神経系は客観的現実と認識を区別することはできず、言語によって現実を創造する言語的・社会的・感情的な生き物であり、意図的に言葉を発することで未来の可能性を構築できるとした。
またこの頃、ソフトウェア会社アクション・テクノロジー (Action Technologies) 、経営コンサルティング会社Business Design Associatesなどいくつかの企業を設立し、ワークフロー解析やグループウェア、ソフトウェア設計、業務管理解析などにおいて、彼の哲学に基づく新しい考え方を導入したソフトウェアを開発した。
民政移管したチリで、2002年より2010年まで上院議員を務めた。 当初は中道左派政党、民主主義のための政党 (PPD) の一員であったが、政争や与党連合の汚職疑惑に関する決定への不満をきっかけに2007年には離党し、チリ第一党と呼ばれる政治運動を組織するとともに、任期まで無所属議員として活動した。 2010年の大統領選では変革のための同盟に参加し、中道右派のセバスティアン・ピニェラ候補を支援した。 自身は上院議員の再選を目指さず、辞任後はピニェラ大統領により技術革新に関する評議会の議長に任命されている。

## 影響
自己啓発セミナー「エスト」の創始者ワーナー・エアハードは、アクション・テクノロジー社の初期の投資家の一人で、フローレスの言語行為のアイデアをエストの後続セミナーのランドマーク・フォーラムに取り込んだ。フローレスの哲学をジュリオ・オラーラが発展させ、オントロジカル・コーチングというコーチングの流派が生まれている。

## 主な著書
- Terry Winograd and Fernando Flores, Understanding Computers and Cognition: A New Foundation for Design, 1986, Ablex Pub.;
平賀譲訳 『コンピュータと認知を理解する — 人工知能の限界と新しい設計理念』 1989, 産業図書, ISBN 478285126X.
- Charles Spinosa, Fernando Flores, Hubert L. Dreyfus, Disclosing New Worlds: Entrepreneurship, Democratic Action, and the Cultivation of Solidarity, 1997, MIT Pr., ISBN 0262193817
- Robert C. Solomon, Fernando Flores, Building Trust : In Business, Politics, Relationships, and Life, 2001, Oxford Univ. Pr., ISBN 0195126858.
上野正安訳『「信頼」の研究 — 全てのビジネスは信頼から』2004, シュプリンガーフェアラーク東京, ISBN 4431710876.